# Alevijärv
Alevijärv (est. Alevijärv) – jezioro w Estonii, w prowincji Valgamaa, w gminie Otepää. Położone jest na wschód od miasta Otepää. Ma powierzchnię 2,4 ha, linię brzegową o długości 780 m, długość 320 m i szerokość 130 m. Sąsiaduje z jeziorami Väike-Juusa, Kaarnajärv, Pilkuse (jezioro), Lüüsjärv.